# Boris Živković
Boris Živković (Živinice, 15 de novembro de 1975) é um ex-futebolista profissional croata nascido na atual Bósnia-Herzegovina e que atuava como defensor.

## Carreira
Boris Živković integrou a Seleção Croata de Futebol na Eurocopa de 2004 e na Copa do Mundo de 2002.